# Phyllomacromia girardi
Phyllomacromia girardi – gatunek ważki z rodziny Macromiidae.